# 31 Virginis
31 Virginis (d¹ Virginis) é uma estrela na direção da Virgo. Possui uma ascensão reta de 12h 41m 57.16s e uma declinação de +06° 48′ 23.9″. Sua magnitude aparente é igual a 5.57. Considerando sua distância de 244 anos-luz em relação à Terra, sua magnitude absoluta é igual a 1.20. Pertence à classe espectral A2V.